# Kommandeur der Flakartillerie in Dänemark
Der Kommandeur der Flakartillerie in Dänemark war eine Dienststelle der deutschen Luftwaffe während des Zweiten Weltkrieges auf Divisionsebene. Die Aufstellung erfolgte im Januar 1944 unter der Bezeichnung Flakstab z.b.V bzw. später Flak-Führer Dänemark. Am 14. November 1944 wurde die Dienststelle abgewickelt. Divisionskommandeur war von Januar bis Februar 1944 Generalmajor Ludwig Schilffarth. Sein Nachfolger Oberst Ludwig Grauert führte das Kommando von März bis September 1944, um anschließend dieses am 21. September 1944 an Oberst Max Hecht abzutreten. Der Divisionsstab unterstand direkt dem General der Deutschen Luftwaffe in Dänemark Rudolf Meister. Die Aufgabe bestand in der Abwehr einer möglichen Invasion der Alliierten in Dänemark. Über unterstellte Verbände ist nichts bekannt geworden.